# Münchner Residenz

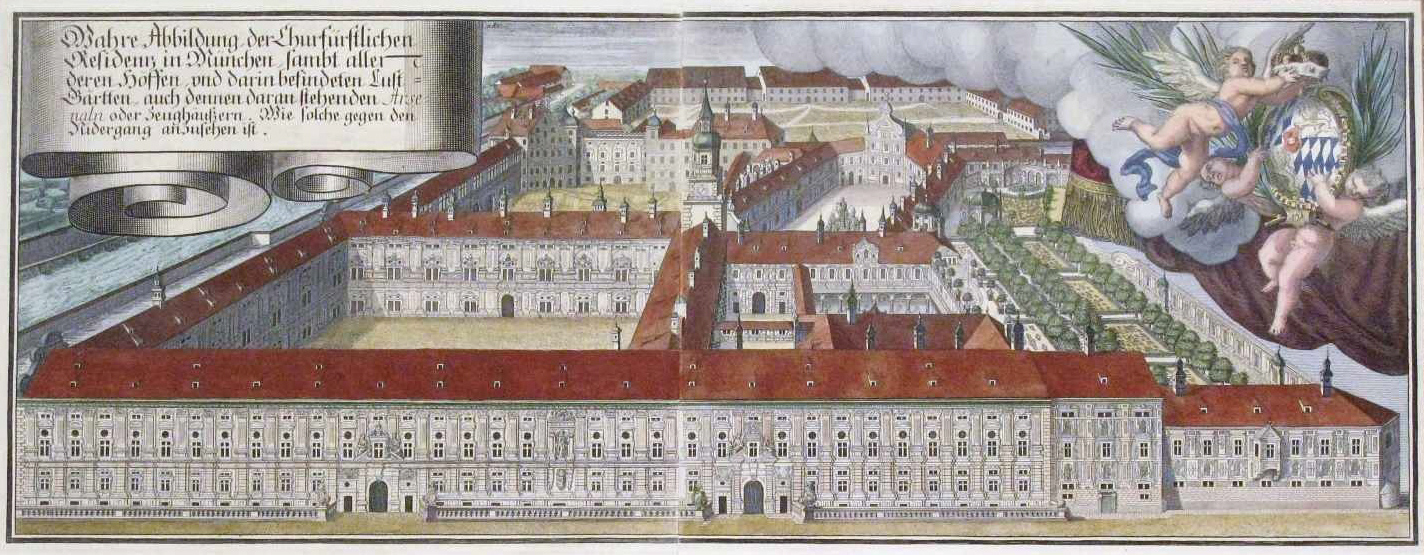
A Münchner Residenz 1700 körül

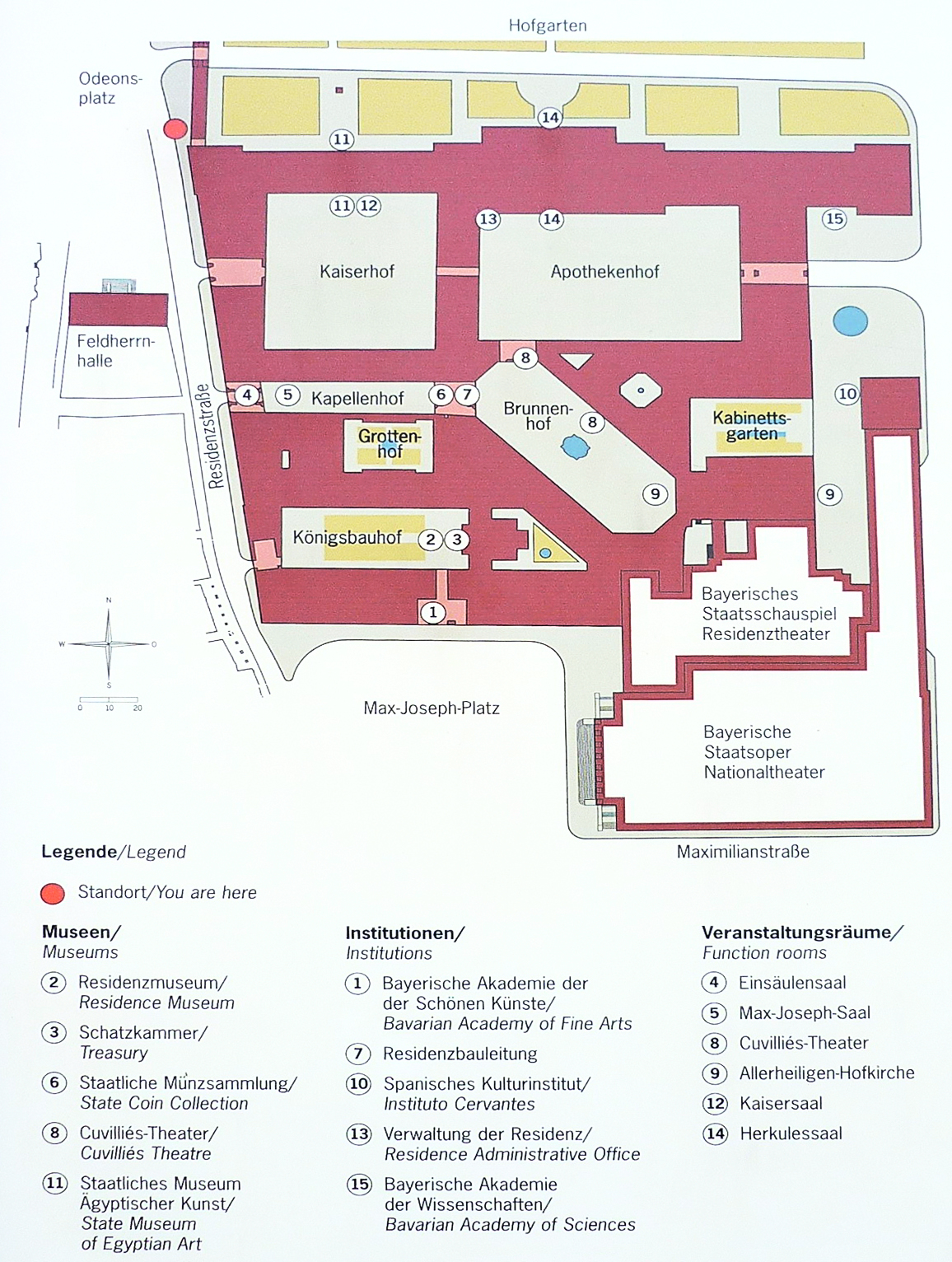
Az épületkomplexum alaprajza

A Münchner Residenz az egykori bajor hercegek, választófejedelmek és királyok palotája München belvárosában. Az épületcsoport Németország legnagyobb városi palotája és egyben Európa egyik legnagyobb művészeti múzeuma. 
A palotakomplexum tíz belső udvar körül három nagy épületcsoportból áll. Az egyik a Königsbau (azaz „Királyi építmény”, a Max-Joseph tér felőli oldalon), a második a Maximilianische Residenz vagy Alte Residenz, a Residenzstraße felé nyíló homlokzattal, a harmadik pedig a Hofgarten park felé néző Festsaalbau. A paloták hatalmas belső terének jelentős részét Residenzmuseum foglalja el, a látogatható termek száma 130. Az építészeti stílus a keletkezési koroknak megfelelően változatos, a fő irányzatok a reneszánsz, barokk, rokokó és a klasszicizmus. 

## Története
A Residenz helye már évezredekkel ezelőtt is lakott volt. 2014-ben régészek az Apothekenhof nevű udvar alatt csaknem érintetlen késő bronzkori sírt tártak fel.

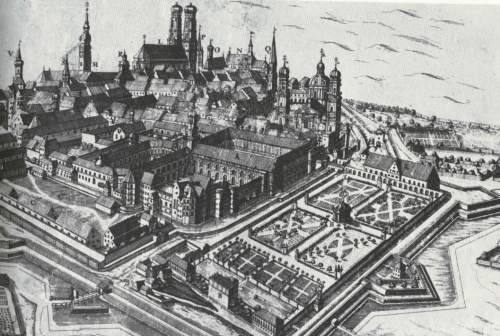
A Münchner Residenz a Hofgarten parkkal és a Neuveste maradványaival, Michael Wening alkotása, 1700 után

A város gyors növekedése és a polgári forrongások 1385-ben eddigi rezidenciájuk, a régi királyi vár feladására és a kibővített város északkeleti részén új erődítmény, a Neuveste emelésére késztették a Wittelsbachokat, ugyanis az Alter Hof, a felső-bajorországi, majd bajorországi hercegek addigi rezidenciája már nem volt elég biztonságos. Az új erődöt a város felől vizesárok védte.
A Neuveste a századok során rendszeresen változott, fejlődött. Szinte az összes Wittelsbach végzett bővítést a palotán, vagy éppen megcsonkította azt, mikor új épületekhez használta fel bizonyos részeit. Egyedül az ún. Móric-torony maradt évszázadokon át érintetlen. A különböző tervek és stílusok alkalmazása révén nem született ugyan építészetileg egységes épület, de kultúrtörténeti szempontból azonban mindenképpen érdekes együttes keletkezett az idők során.
A második világháborús bombázások során a palota súlyos károkat szenvedett. A 23.500 négyzetméteres tetőszerkezetből csupán 50 négyzetméter maradt meg épen. Az épületegyüttes nagy részét a Bajor Állami Kastélyok, Kertek és Tavak Hivatala a háború utáni évtizedekben újból felépítette. Ezt az is lehetővé tette, hogy a müncheni polgárok a palota bútorainak és belső burkolatainak a nagy részét még a bombatámadások előtt kimenekítették és biztonságba helyezték. Később a müncheniek adományokkal segítették a királyi palota helyreállítását. Egy részük még a világháború utolsó napjaiban megalapította a Freunde der Residenz  egyesületet, aminek célja az épületek újbóli felépítésének és gondozásának segítése. Az egyesület a mai napig aktív és számos adakozási akciót szervezett.

## Mai használata
A palota nagy része múzeumként működik. A múzeumban egyrészt 130 uralkodói termet, szobát lehet megtekinteni, de láthatók benne művészeti gyűjtemények is. Ilyenek a porcelán és miniatúrfestmény gyűjtemények. A palotában található még az Állami Éremgyűjtemény.
Szintén a palotában kapott helyet a Bajor Állami Színház mindhárom színpada (Neues Residenztheater, Cuvilliés-Theater, Marstall). A Herkulessaalban klasszikus zenekarok koncerteznek rendszeresen. A belső udvar nyáron szabadtéri koncertek, színházi előadások helyszíne. A Bajor Tudományos Akadémia és a Bajor Szépművészeti Akadémia székhelyei is a kiterjedt épületegyüttesben vannak. 
Több termet lehet privát rendezvényre bérelni. A palotamúzeum két termében a bajor kormány tart néha reprezentatív rendezvényeket. Ilyen például a kormány hagyományos újévi fogadása.

### Kincstár
Külön látogatható a kincstár, amelynek tíz helyiségből álló páncéltermében a bajor uralkodók által évszázadokon át gyűjtött legértékesebb tárgyak tekinthetők meg. A több mint 1200 darabból álló gyűjtemény uralkodói ékszerekből, aranytárgyakból, valamint drágakövekből, elefántcsontból, hegyikristályból és más értékes anyagokból készült dísztárgyakból áll. A kincstárban őrzik a Gizella magyar királynéhoz köthető díszes keresztet és a bajor királyi koronázási ékszereket is.

## Képek

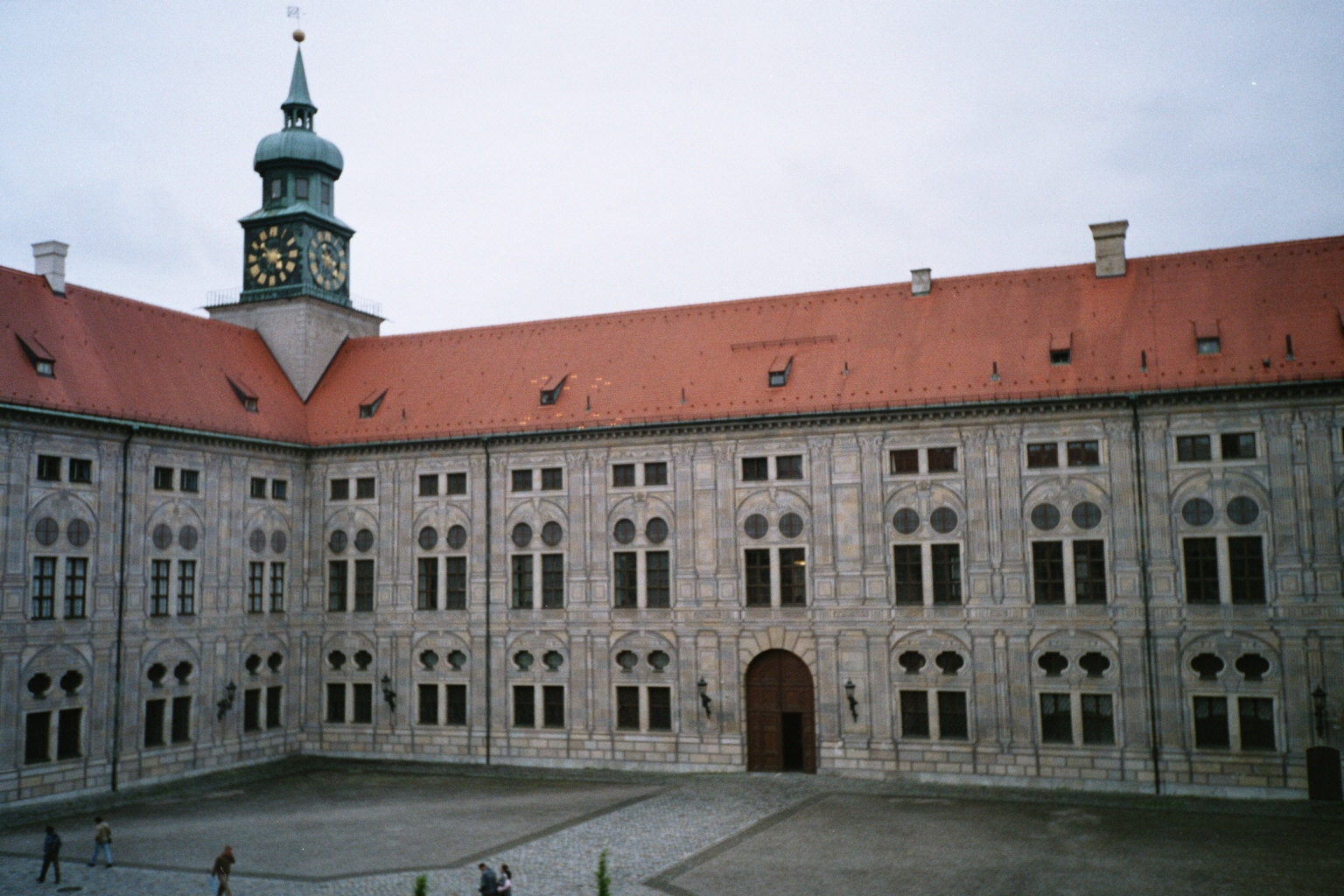
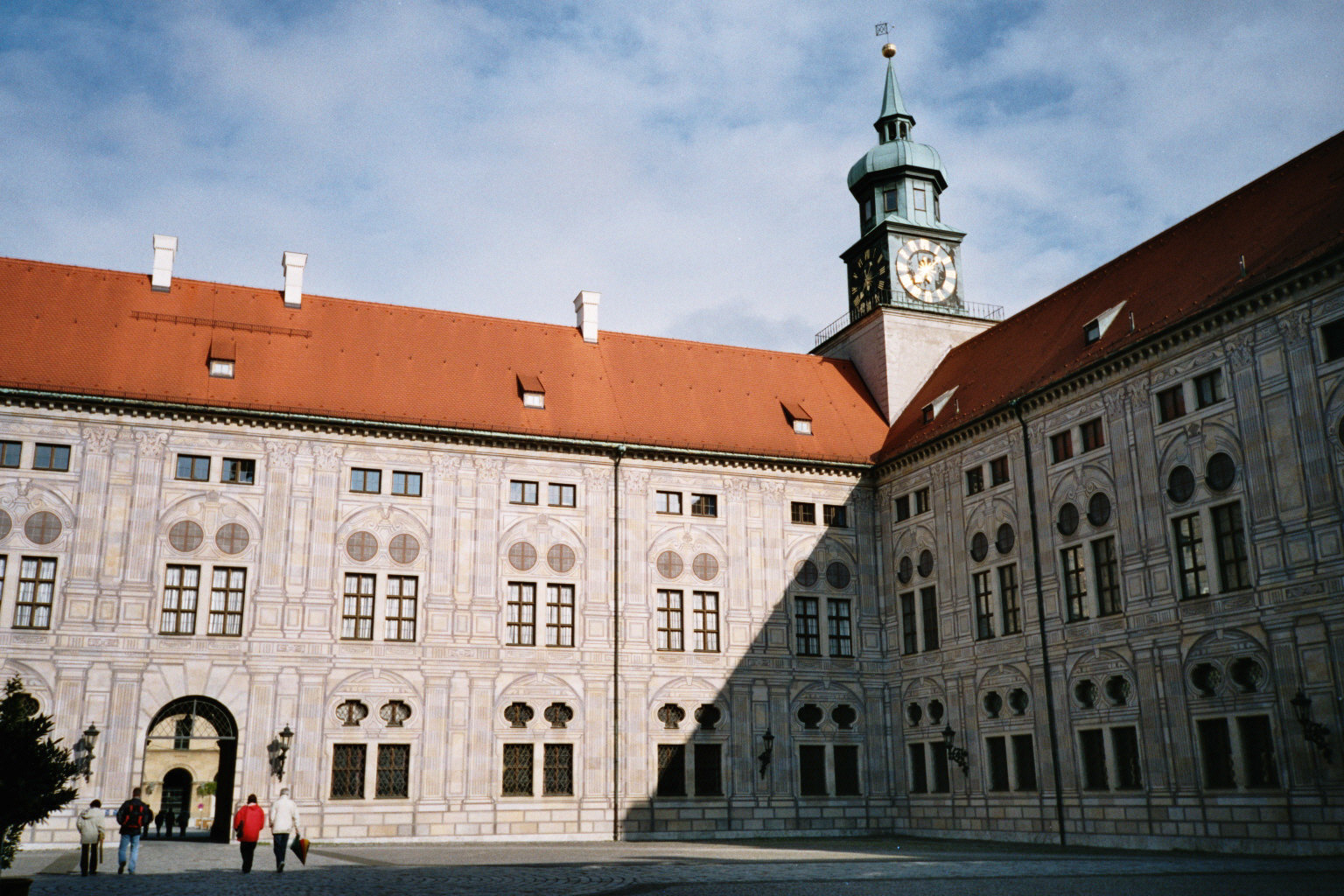
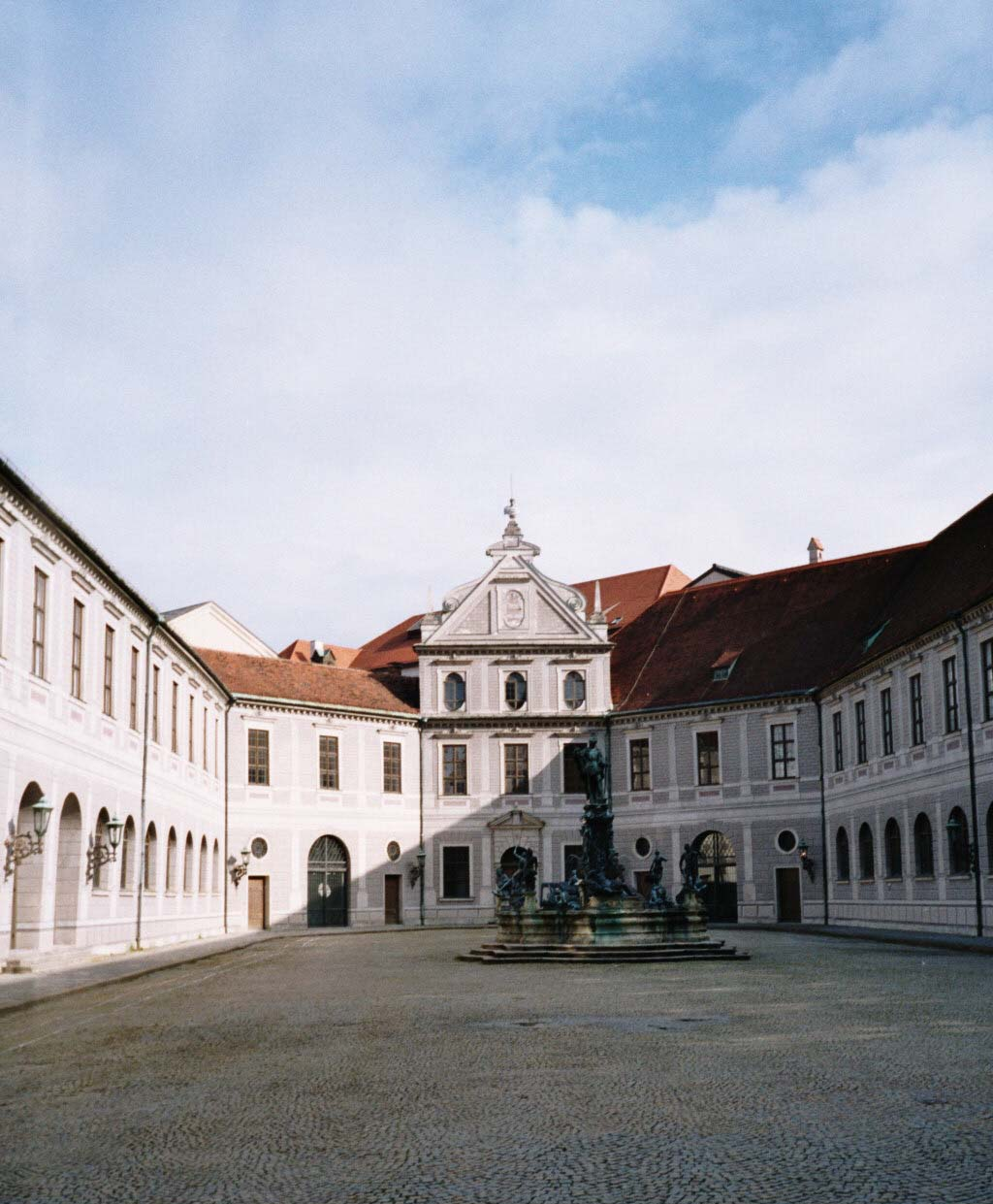
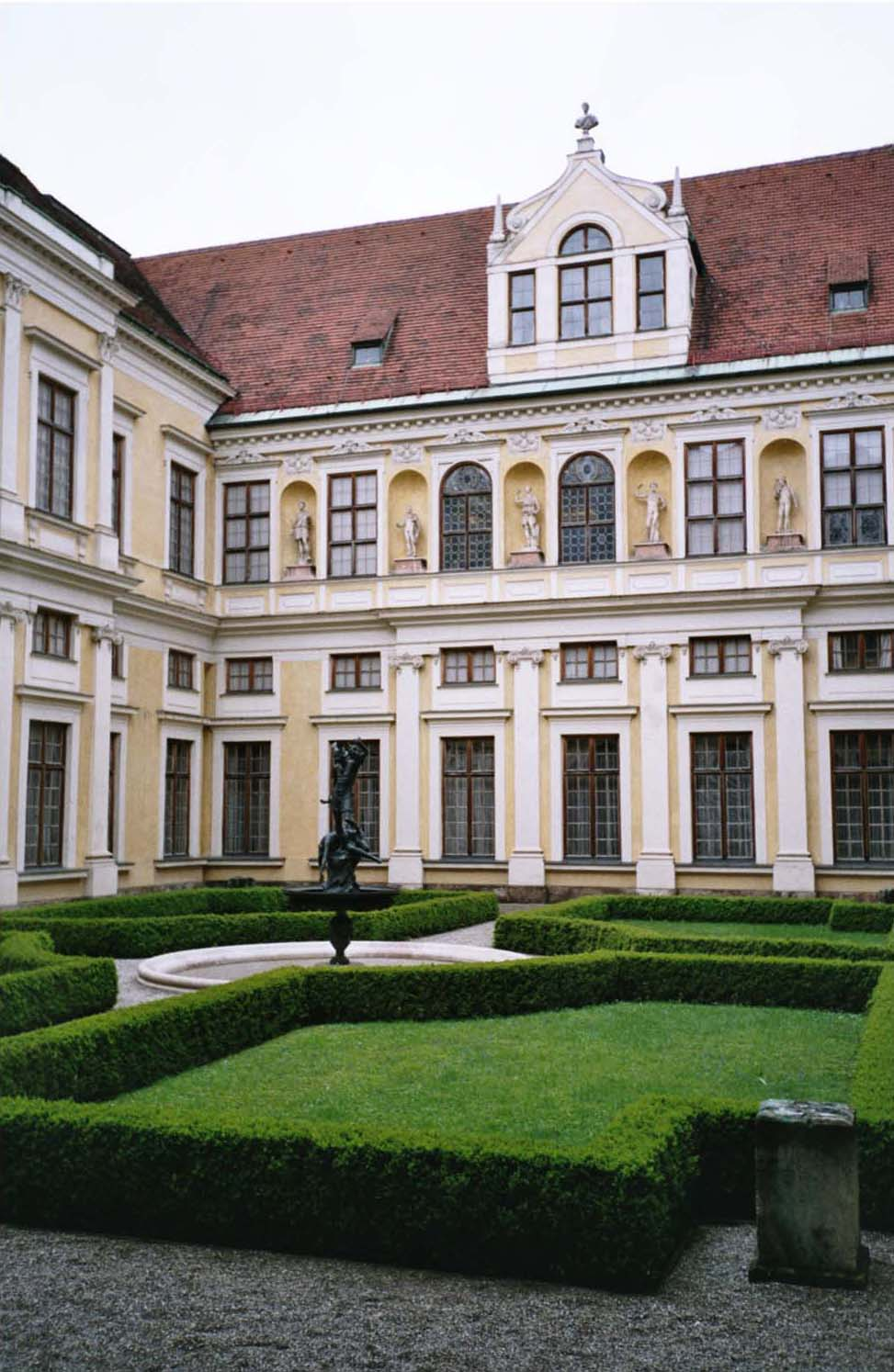
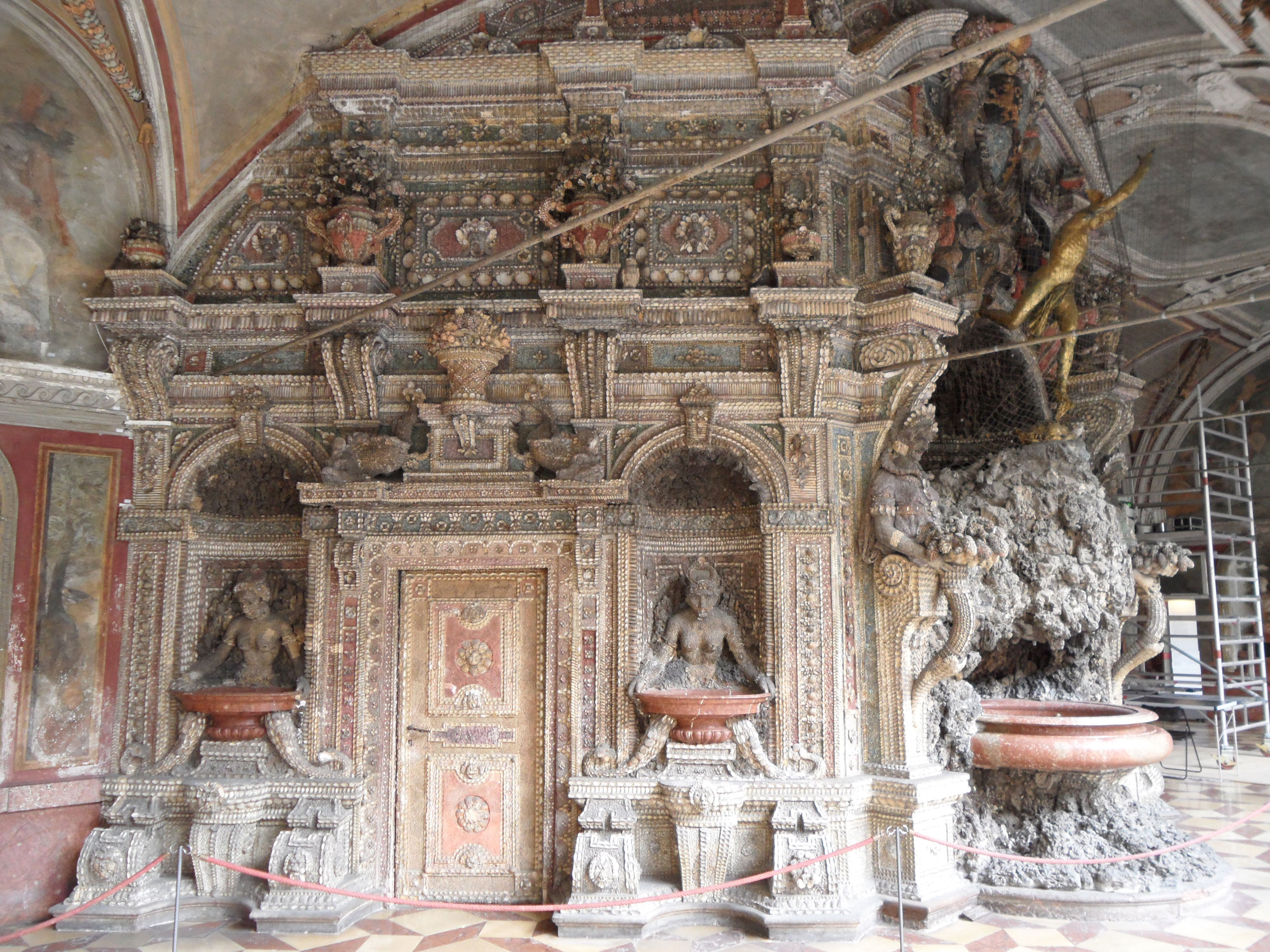
Diana temploma
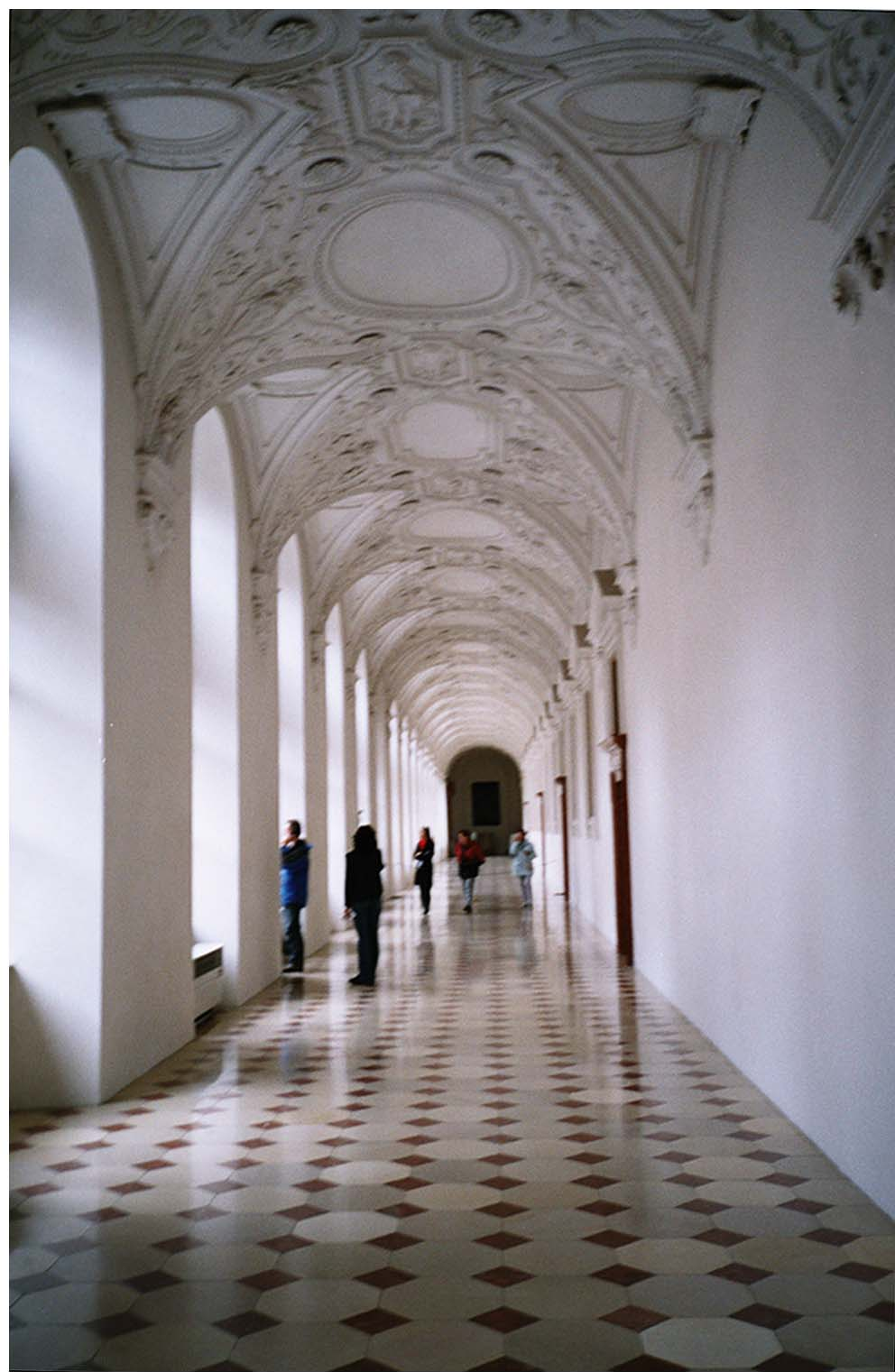
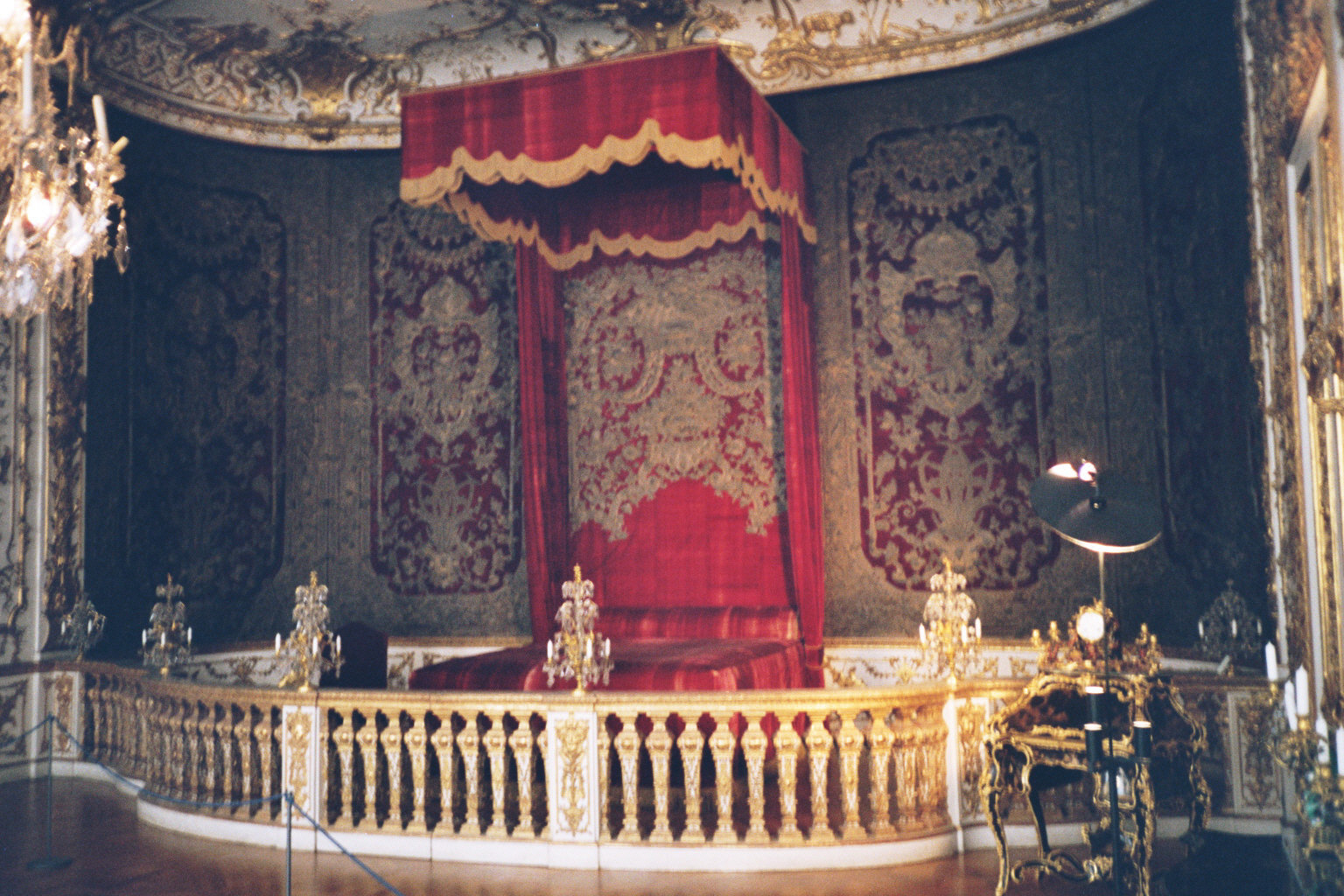
Hálószoba
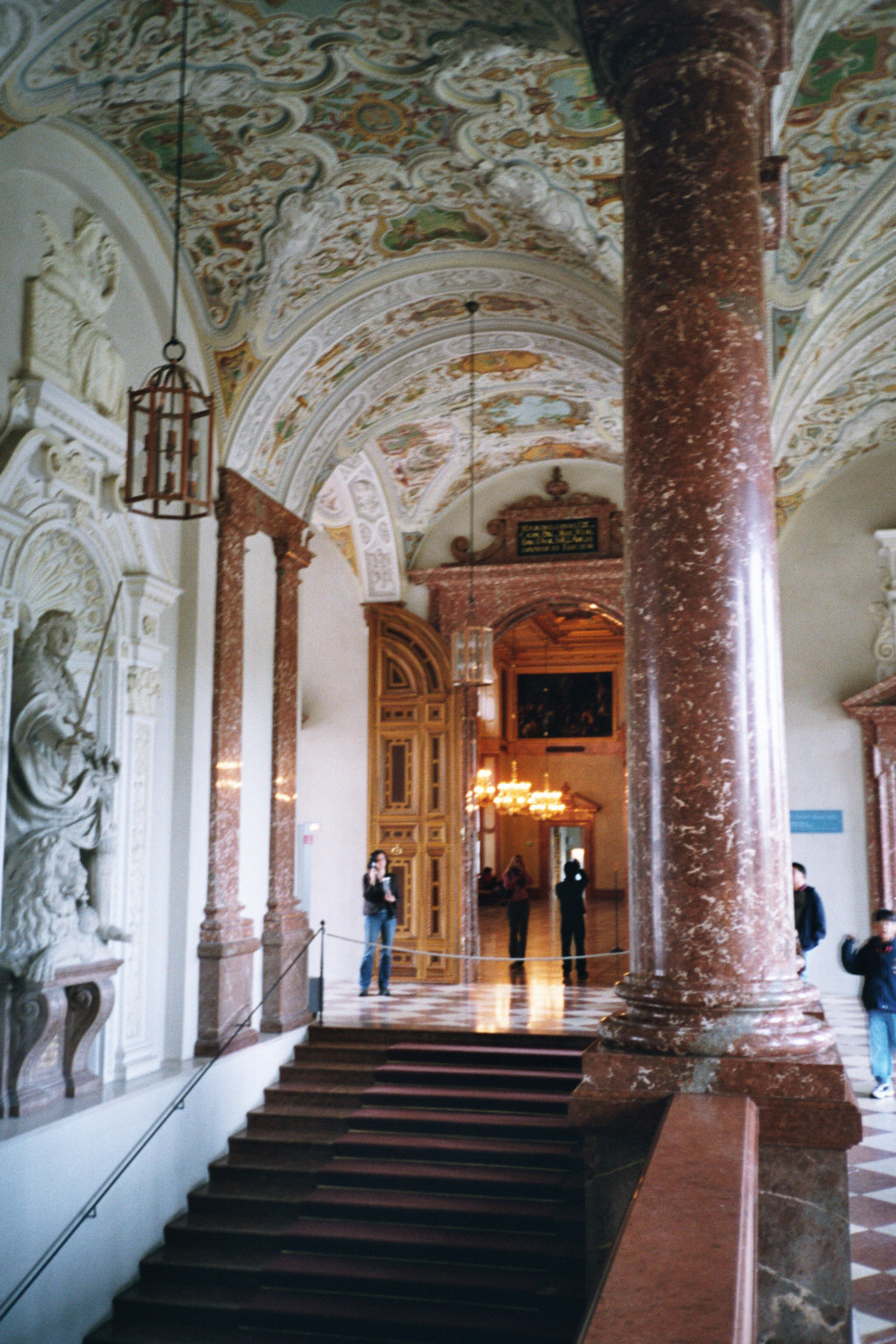
Kaisertreppe
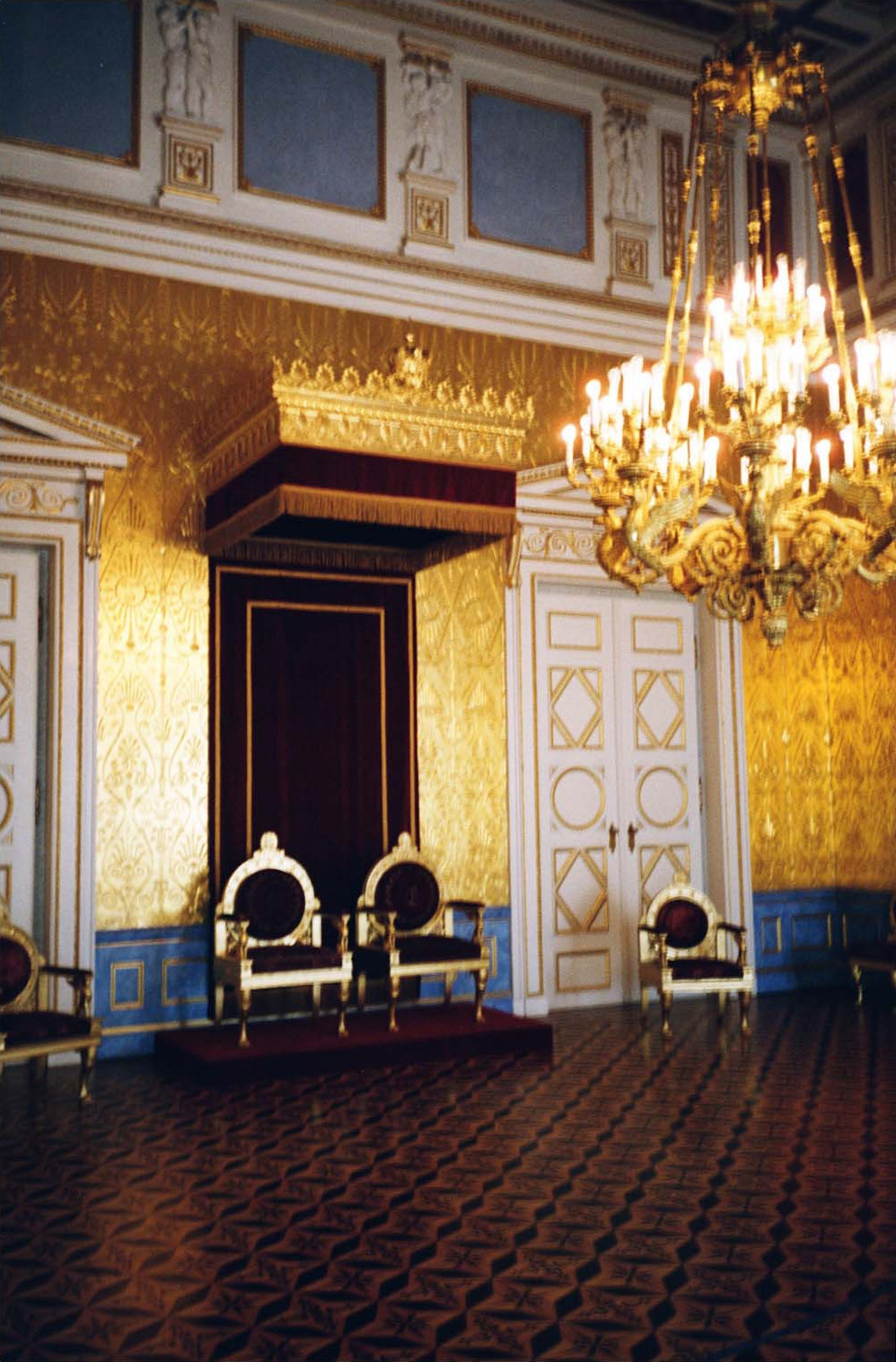
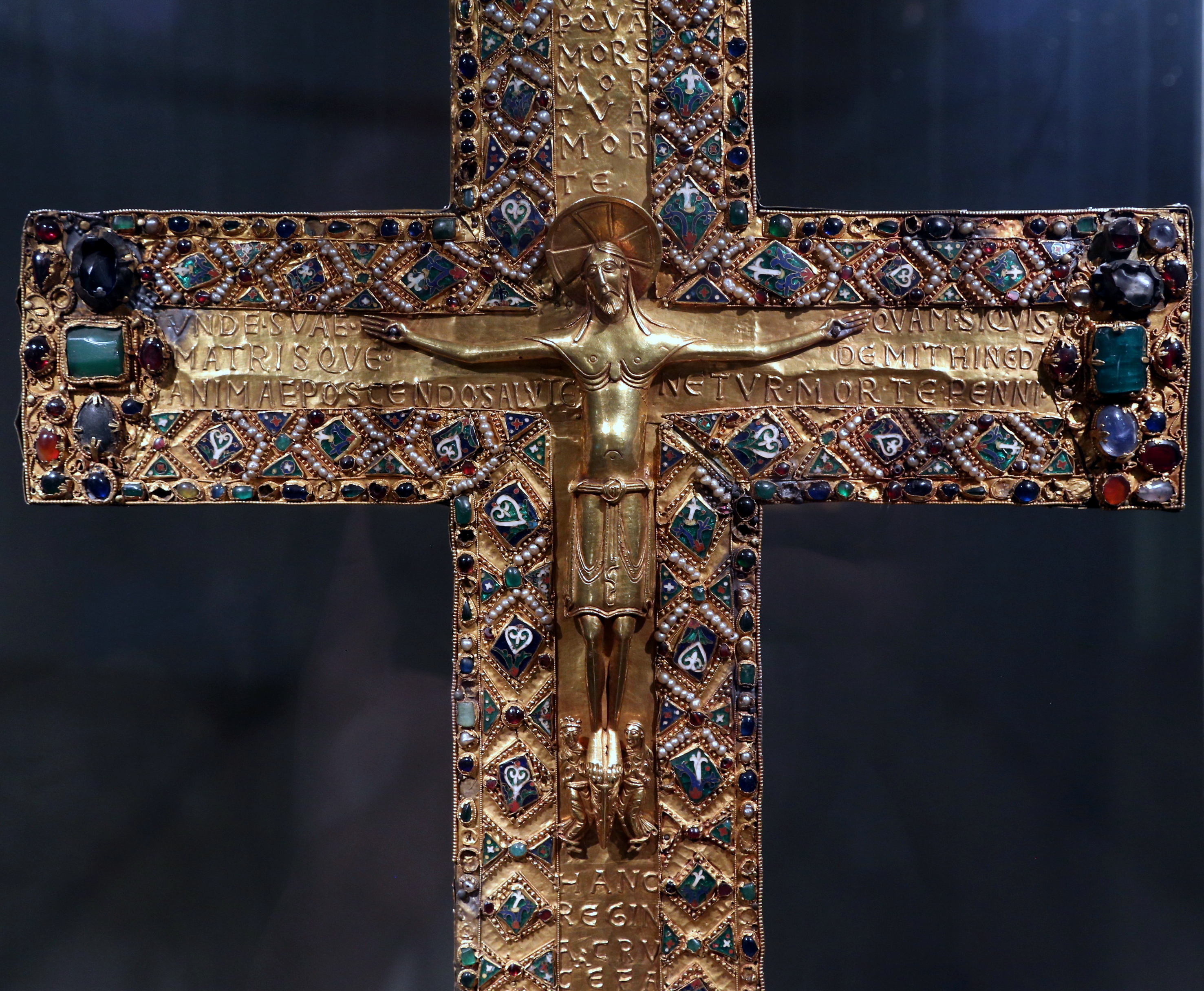
Boldog Gizella keresztje
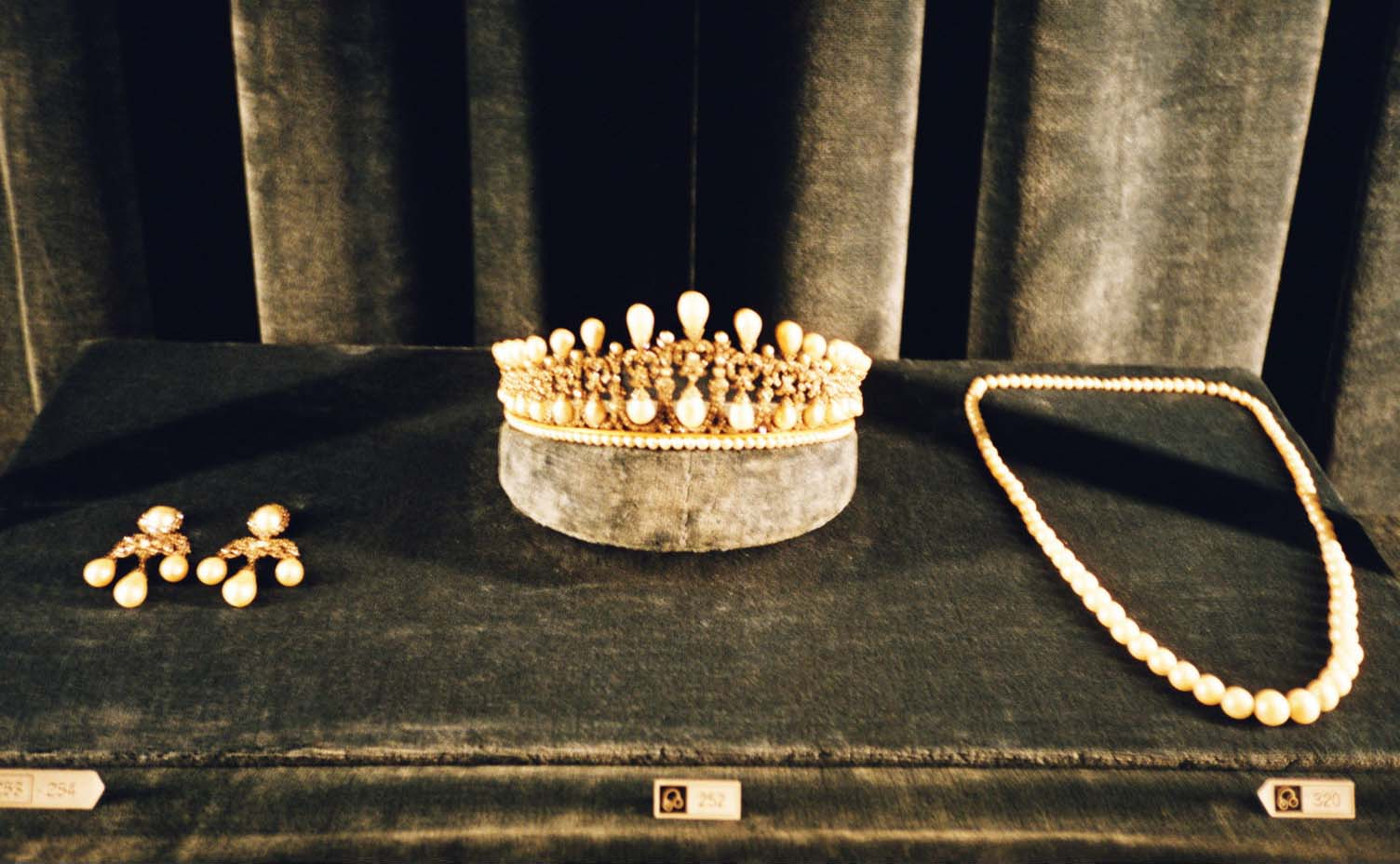
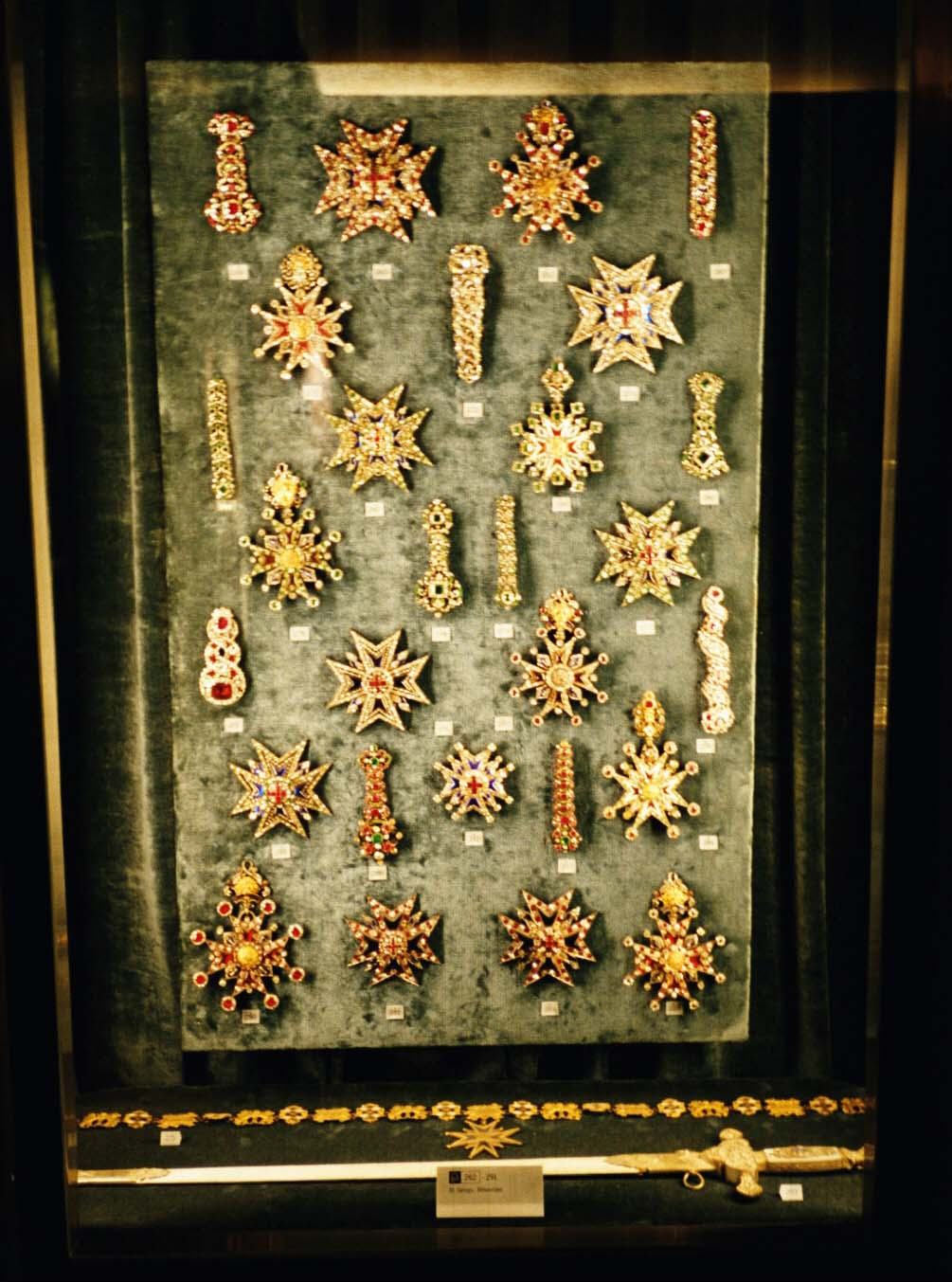
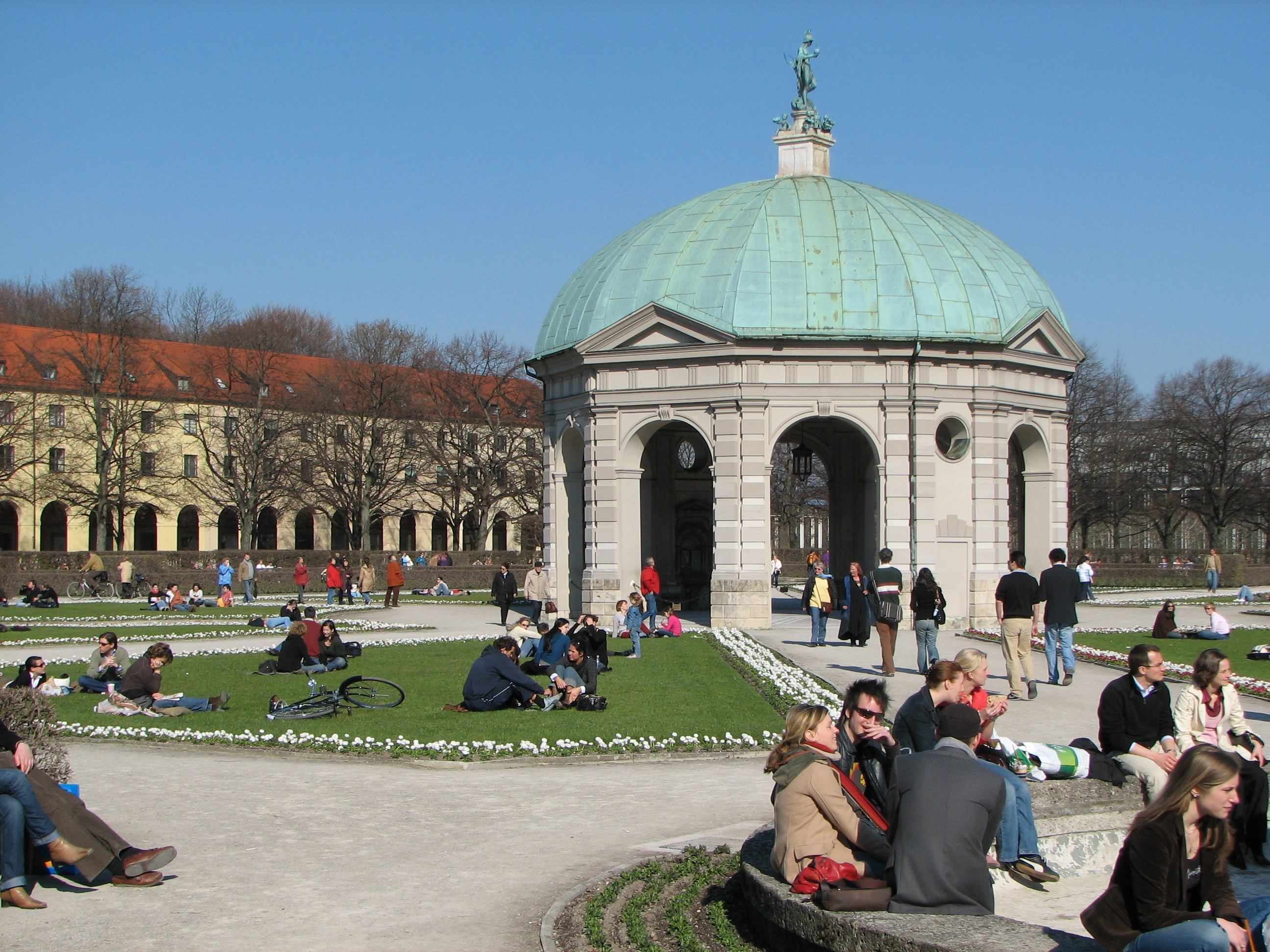
A Hofgarten tavasszal
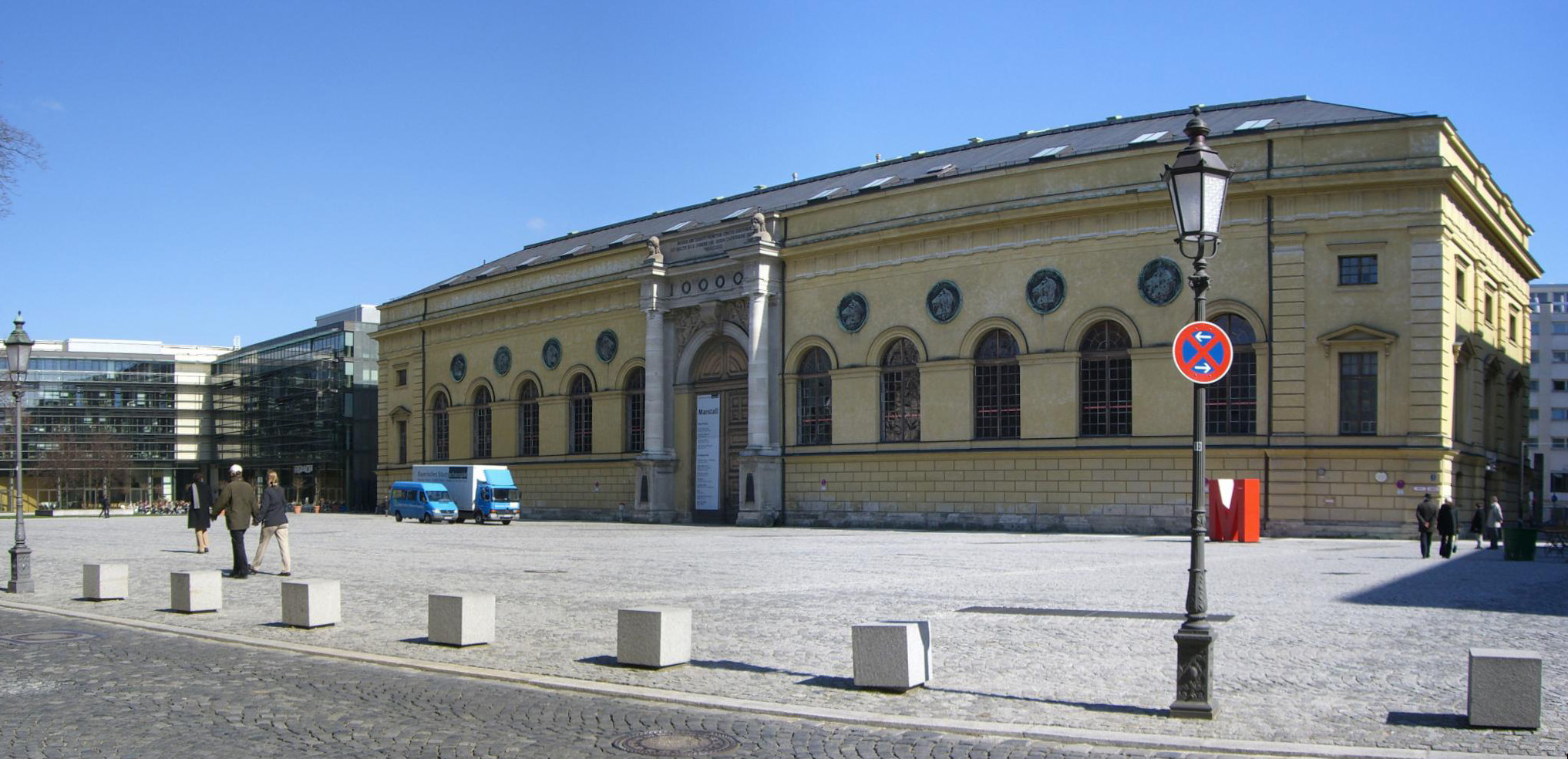